# Maria Bernarda da Paixão
Maria Bernarda da Paixão ( -1936) (Adebolu), ex-escrava fundadora do Terreiro do Oloroke em Salvador, Bahia, por volta de 1860 (era mais conhecida como "Maria Violão"), juntamente com seu marido e também ex-escravo conhecido como Tio Firmo de Oxum Tadê ou Baba Erufá ( - 1905).